# Théodore Nilis
Théodore Victor Edouard Adolphe Arthur Nilis (* 27. Juni 1851 in Brielow, Königreich Preußen; † 23. April 1905  in Ixelles, Belgien) war ein belgischer Soldat, Afrikaforscher und Kolonialbeamter, der ab Anfang der 1880er Jahre für den belgischen König Leopold II. im Kongo-Freistaat in Zentralafrika diente.

## Biographie

### Frühe Jahre (1851–1881)
Nilis Eltern waren der Belgier Adolphe Nilis und Amélie Hesse. Am 1. Oktober 1879 wurde Nilis in die Militärschule aufgenommen und dort am 8. April 1872 zum Leutnant ernannt. Er trat 1875 in die belgischen Kriegsschule (französisch: École de guerre) ein und schloss drei Jahre später mit dem Patent als Stabsoffizier ab.

### Erste Expedition im Kongo (1881–1883)
Im Februar 1881 schied Nilis zunächst aus der Armee aus, wurde jedoch einige Monate später wieder eingestellt, um in Afrika für das Comité d'Etudes du Haut-Congo tätig zu werden. Er schiffte sich am 1. Februar 1882, begleitet von Hauptmann Edmond Hanssens und Leutnant Nicolas Grang, in Liverpool ein. Sie kamen am 12. März 1882 in Banana an und Nilis wurde zum stellvertretenden Kommandanten der Station in Manyanga ernannt. Der Kommandant war Leutnant Victor Harou. Bei einem Aufenthalt in Vivi, hörte er, dass Anthony Swinburne von Einheimischen in der Station Isangila unter der Leitung von Émile Parfonry bedroht wurde. Nilis, Louis-Gustave Amelot und Joseph Vandevelde brachten daraufhin Verstärkung nach Isangila, wobei sie allerdings feststellten fest, dass die Berichte übertrieben waren. Sie fuhren dann mit der Royal flussaufwärts nach Manyanga, wo Nilis kurzzeitig erkrankte.
Am 20. April 1882 wurde Harou von des britischen Afrikaforschers Henry Morton Stanley, der offizieller Stellvertreter König Leopolds II. im Kongo war, angewiesen, nach Europa zurückzukehren und übergab sein Kommando an Nilis. Die Lage in Manyanga war unruhig. Sansibarische Truppen verheerten das Land, als ob es unter ihrer Besatzung stehen würde. Die einheimische Bevölkerung der Bakongo gab den Belgiern die Schuld an ihren Exzessen und es kam häufig zu Kampfhandlungen. So kam es ab dem 27. April 1882 in Manyanga und ab dem 19. August kam es in N'tembo Motaka zu Aufstandsbewegungen, die Nilis jeweils mit Verstärkungen von Hanssens aus Isangila und Charles Callewaert niederschlagen konnte. Die lokalen Führer akzeptierten daraufhin das Protektorat der Internationalen Vereinigung des Kongo.
Anfang September wurde die wissenschaftliche Expedition von Eduard Pechuel-Loesche in Mowa angegriffen. Callewaert führte Truppen aus Manyanga an und Grang führte andere aus Léopoldville an, um Nilis zu verstärken und die Ordnung wiederherzustellen. Einige Tage später erhob sich die Bevölkerung von Bandanga, doch Nilis gelang es, sie zur Unterwerfung zu zwingen. Als Nilis krank und bettlägerig wurde, beschlossen indigene Kämpfer, die Station zu belagern, aber eine Verstärkungskolonne aus Léopoldville konnte die Versorgung der Station wieder herstellen. Im Oktober 1882 wurde Henri Avaert unter dem Kommando von Nilis nach Manyanga versetzt, das er per Schiff erreichte. Hier erkrankte Avaert, konnte aber von Reverend William Holman Bentley von der Baptist Missionary Society mit einer Kombination aus Morphium und Chinin behandelt werden. Trotzdem kehrte er mit dem Dampfer Royal nach Isangila zurück.
Im Februar 1883 besuchte Henry Morton Stanley Manyanga. Er lobte Nilis für die Verbesserungen, die er an der Station vorgenommen hatte. Er hatte große Backsteinhäuser gebaut, weite Flächen rund um den Posten gerodet und Bananen, Maniok und Sorghum angepflanzt. Seine Truppen waren gut ausgebildet.
Wegen einiger Todesfälle, die Nilis sehr zusetzten, schickte Louis Valcke im Rahmen einer Inspektionstour Nilis für ein paar Wochen zur Erholung an die Küste. Nilis war in Luanda, als Guillaume Van Kerckhoven dort ankam, und die beiden reisten zusammen nach Vivi. Nilis kehrte am 20. August 1883 nach Manyanga zurück. Die Ankunft der protestantischen Mission von Thomas J. Comber und William Holman Bentley und der katholischen Mission von Pater Georges Kraft hatte die Situation erheblich verbessert, aber Stanley sah, dass Nilis erschöpft war und entließ ihn nach Europa. Er ging am 7. Dezember 1883 in Banana an Bord.

### Regimentsdienst (1883–1893)
Nilis verbrachte vier Jahre in Europa, bevor er am 20. April 1888  mit der Rückführung der Sansibaris und weiteren Indigenen aus Bas-Congo beauftragt wurde. Er brachte sie am 18. Juni 1888 nach Sansibar zurück, reiste am 3. Juli 1888 ab und kehrte am 24. Juli 1888 nach Europa zurück. Nilis kehrte zu seinem Regiment zurück und wurde zum Dozenten für angewandte Mathematik, Topographie und Artillerie an der Ecole Militaire ernannt. Im März 1889 wurde er zum 2. Hauptmann und Adjutanten des 6. Linienregiments ernannt und am 26. Juni 1892 zum Hauptmann-Kommandeur befördert.

### Ubangi–Mbomou Expedition (1893–1895)
Am 6. Juli 1893 kehrte Nilis als Hauptmann 1. Klasse und Kommandant in der Force Publique in den Kongo zurück und wurde der Ubangi-Mbomou-Expedition unter Staatsinspektor Georges Le Marinel zugeteilt. Er erreichte Yakoma am 5. November 1893. Mitte Dezember wurde er beauftragt, eine Aufklärungsexpedition nach Dar Fertit zu leiten, mit den Leutnants Charles de la Kethulle, Gérard und Gonze als seinen Stellvertretern. Die Expedition verließ Bangassou am 28. Dezember 1893 in Richtung Rafaï mit dem Ziel, Hofrah-el-Nahas am Bahr-el-Fertit zu erreichen.
Am 9. Februar 1894 verließ die Kolonne Rafaï in Richtung Norden und Nordosten und erreichte am 15. Februar 1894 Sango am Zusammenfluss der Flüsse Badabo und Mbili. Nilis traf dort Häuptleute des Gabbous-Volkes. Gonze erkrankte und starb auf dem Rückweg nach Rafaï. Die Kolonne überquerte den Shinko-Fluss und erreichte am 1. März 1894 Bandassi. Von dort drang die Gruppe vom Shinko-Becken zum Becken des Kotto-Flusses und schließlich zum Becken des Adda-Flusses, einem Nebenfluss des Nils. Es machte Halt in Katuaka (8°48′N 24°26′E), der Heimat des Häuptlings Acmed Curcia. Dort wurde der später als Fort de l'Adda bekannte Posten gegründet, dessen Kommandant Gérard war und von Henrion unterstützt wurde. Die Kolonne wurde durch Hochwasser aufgehalten und konnte nicht weiter vorrücken. Der Rückweg erfolgte über Kuria, das man am 1. April 1894 erreichte, und kam am 24. April 1894 in Dabago an, wo Kommandant Léon Hanolet wartete. Im Mai kehrten Nilis und de la Kethulle nach Rafaï zurück.
Im Oktober 1894 wuchs die Bedrohung durch die Mahdisten, die aus dem Norden in das Gebiet vordrangen, und es kam zu immer mehr Anschlägen. Francqui gab seinen Versuch auf, Bahr el-Ghazal zu erreichen. Er beauftragte Leutnant Colmant, nach Deim Zubeir zu gehen. Nilis, der sich noch immer mit 150–200 Mann in Rafaï befand, sollte zum Adda aufbrechen und dann, wenn möglich, nach Mechra-el-Rek vorrücken. Nilis wurde von den Leutnants Lannoy und Libois unterstützt. Es wurde ein Gewaltmarsch nach Katuaka unternommen, um Gérard zu verstärken, dessen Position in großer Gefahr war. Libois übernahm das Kommando über Bandassi und Lannoy blieb bei Gerard. Eine Mahdisten-Offensive drohte die belgischen Posten zu überwältigen und in den Stationen am Adda herrschte bereits ein Mangel an Lebensmitteln. Unter diesen Umständen befahl Nilis den Verteidigern, den Adda zu verlassen, und sich nach Rafaï zurückzuziehen. Als sie am Shinko ankamen, erhielten sie von Oberarzt De Langhe den befehl, Donckier am Bomu zu Hilfe zu eilen.
Dann traf allerdings die Nachricht ein, dass am 14. August 1894 der französisch-belgische Vertrag unterzeichnet worden war, der den Fluss Bomu  als Grenze zwischen den französischen und belgischen Kolonien festlegte. Die belgischen Posten nördlich des Bomu mussten folgerichtig sofort abgezogen werden. Nilis, der nach Semio zurückgekehrt war, erhielt das Kommando über Yakoma. Am 1. Januar 1895 erhielt er das vorläufige Kommando über Ubangi-Bomu und später über das gesamte Gebiet Ubangi. Er kam am 10. März 1895 in Banzyville (heute Mobayi-Mbongo) an und zog dann weiter nach Imese. Er ging nach Boma und reiste von dort am 21. Mai 1895 nach Europa.

### Letzte Jahre (1895–1905)
Nach einem kurzen Urlaub kehrte Nilis dann zu seinem Regiment zurück. Nilis erhielt seine Rente im Juni 1901. Er starb am 23. April 1905 in Ixelles, Belgien.